# 十誦律
《十誦律》，又稱《薩婆多部十誦律》，佛教戒律經典，屬於說一切有部。由弗若多羅與鳩摩羅什漢譯，共61卷。

## 釋義
相傳原名《八十誦律》，相傳是優婆離在第一次集結時，在結夏九十日期間，分成八十次誦出，故名八十誦律。阿育王時，優波掘多以後世鈍根不能具受，刪為十誦，故稱《十誦律》。
此律為說一切有部的根本律經，梵文本在現代考古成果下多已發掘出土，且已刊印出版。。現存漢譯的十誦律，依『大正藏』所載，分為六十一卷。

## 流傳歷史
鳩摩羅什至龜茲（今新疆庫車一帶），從卑摩羅叉，曾受此律傳承，但鳩摩羅什因故還俗，根據傳統，鳩摩羅什本人不敢傳授戒律。後邀請罽賓三藏弗若多羅至長安傳授戒律。
姚秦弘始六年（404年）十月十七日，集義學沙門六百余人于長安中寺，由弗若多羅誦出，鳩摩羅什譯文；但僅完成三分之二，弗若多羅入滅。當時所譯只憑口傳而無梵本，弗若多羅一去世，譯事即告中輟。遠在江南廬山的慧遠大師聞知此事，慨恨良深。
隔年慧遠修書給曇摩流支，邀請他至長安傳授戒律。曇摩流支應邀到長安，依據攜來的梵本誦出，鳩摩羅什繼續譯出，共譯出五十八卷本。未及刪定，羅什入滅，卑摩羅叉將初稿帶到壽春（今安徽壽縣）石澗寺，又补译出《善诵毗尼序》（或称《毗尼诵》）三卷，整理為六十一卷。
河內僧業遊長安，追隨鸠摩羅什學《十誦律》，後來在姑蘇（今江蘇蘇州）宣講。趙郡慧詢亦從鸠摩羅什受學，後去廣陵（今江蘇揚州）傳道。卑摩羅叉在羅什卒後攜帶此律至江陵（今湖北江陵）各地弘揚，江左慧猷從他受業。時僧尼競相傳抄。
《十誦律》傳入中國後，與《四分律》、《五分律》、《摩訶僧祇律》並為四大律典。盛行於南北朝時期，與《僧祇律》並為顯學，江南一帶多尊崇《十誦律》，關中則多尚《僧祇律》。隋唐時期，因為律宗尊崇《四分律》，漸被取代。
《十誦律》與上座部巴利律戒條接近，但因屬於不同部派，其所述的制戒因緣有差別。

## 引用
1. ↑  《出三藏記集》：「佛泥洹後。大迦葉集諸羅漢。於王舍城安居。命優波離出律。八萬法藏有八十誦。」「薩婆多部者。梁言一切有也。……本有八十誦。優波掘以後世鈍根不能具受故。刪為十誦。以誦為名。謂法應誦持也。」
2. ↑  .   [2024-05-03]. （原始内容存档于2024-05-03）.
3. ↑  《祐錄》卷14：「初什在龜茲，從卑摩羅叉律師受律。卑摩後入關中，什聞至欣然，師敬盡禮。卑摩未知被逼之事，因問什曰：『汝於漢地大有重緣，受法弟子可有幾人？』什答：『漢境經律未備，新經及律，多是什所傳，出三千徒眾，皆從什受法。但什累業障深。故不受師教耳。』」
4. ↑  《出三藏記集》卷第3：「羅什法師於長安逍遙園三千僧中共譯出之。始得二分餘未及竟。而多羅亡。」
5. ↑  《出三藏記集》卷3：“十誦之中始備其二。多羅早喪中塗而廢。不得究竟大業。慨恨良深。”
6. ↑  《高僧傳》卷2：「若能為律學之徒，畢此經本，開示梵行，洗其耳目。」
7. ↑  《釋氏通鑑》卷第三：“廬山遠公，走書關中，勸流支足成之。秦王亦加敦請，流支乃與什公續之。至來秋而終焉，律儀大備，自此而始。”
8. ↑  《高僧傳》卷2：“研詳考覈條制審定。而什猶恨文煩未善。”
9. ↑  《出三藏記集》卷3
10. ↑  慧皎在《高僧傳》卷十一《論律》說：“自大教東傳，……雖複諸部皆傳，而《十誦》一本，最盛東國。”